# 9,10-二羟基蒽
9,10-二羟基蒽或9,10-蒽二酚（英語：9,10-Dihydroxyanthracene）是一种有机化合物，结构简式(C6H4CHOH)2，是9,10-蒽醌的对苯二酚还原形式，通常被称为“可溶性蒽醌”（soluble anthraquinone，SAQ）。